# DHC–2 Beaver
A DHC–2 Beaver egy egymotoros, dúccal kitámasztott, vállszárnyas (a törzs felső részén csatlakozó szárny) többcélú repülőgép.
A de Havilland Canada a gépet  kiépítetlen leszállóhelyek használatára tervezte, úszó- és sítalpakkal is felszerelhető, a legismertebb bozótrepülőgép. A legfőbb üzemeltető az amerikai hadsereg volt. Néhány példány még mindig szolgálatban áll.
A gép sikerének emléket állítva a Kanadai Királyi Pénzverde érmét adott ki 1999-ben, amit egy Beaver díszített.

## Balesetek
Összesen 166 alkalommal történt baleset a típussal, összesen 375 ember vesztette életét.

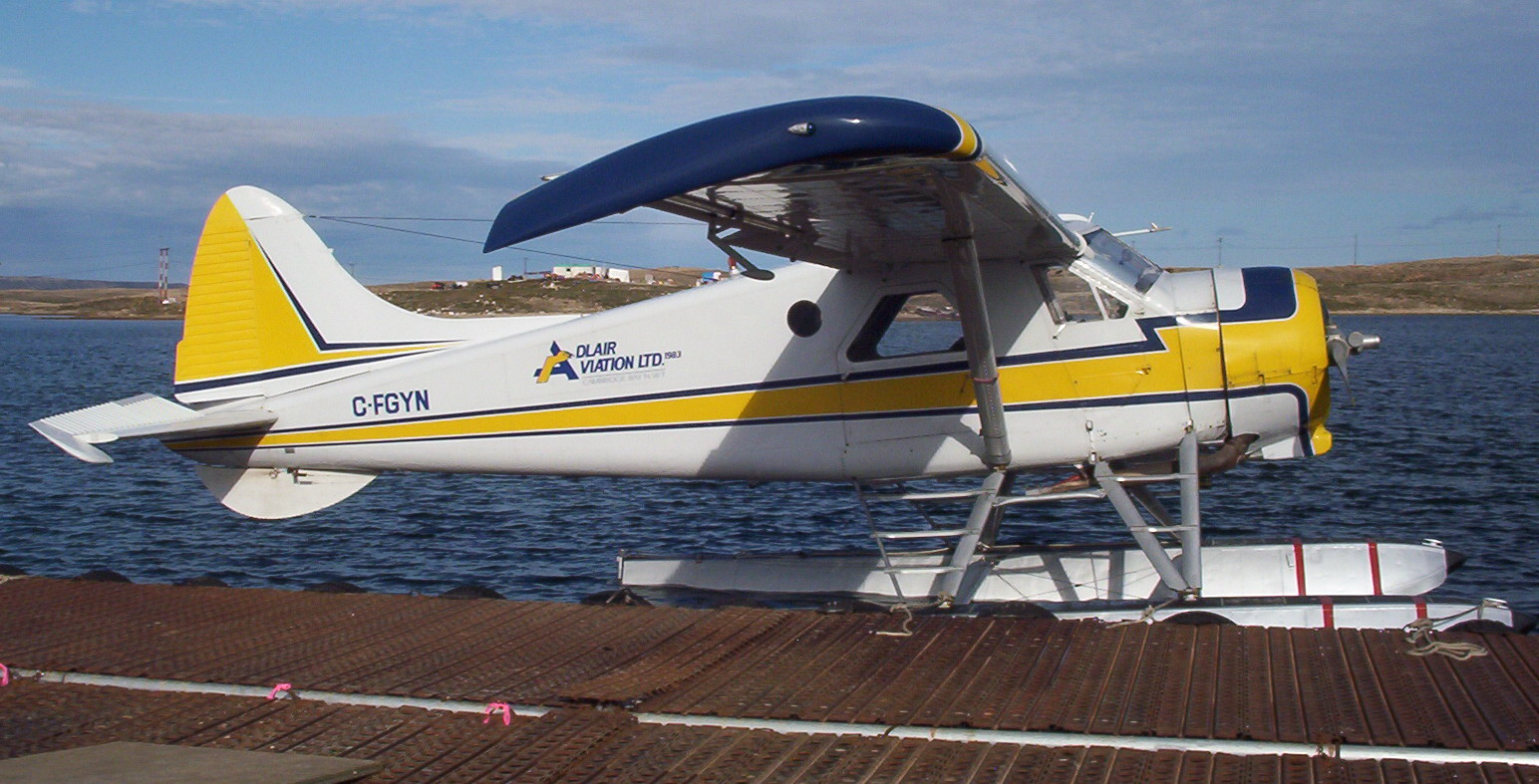
Vízreszállva (Adlair Aviation)

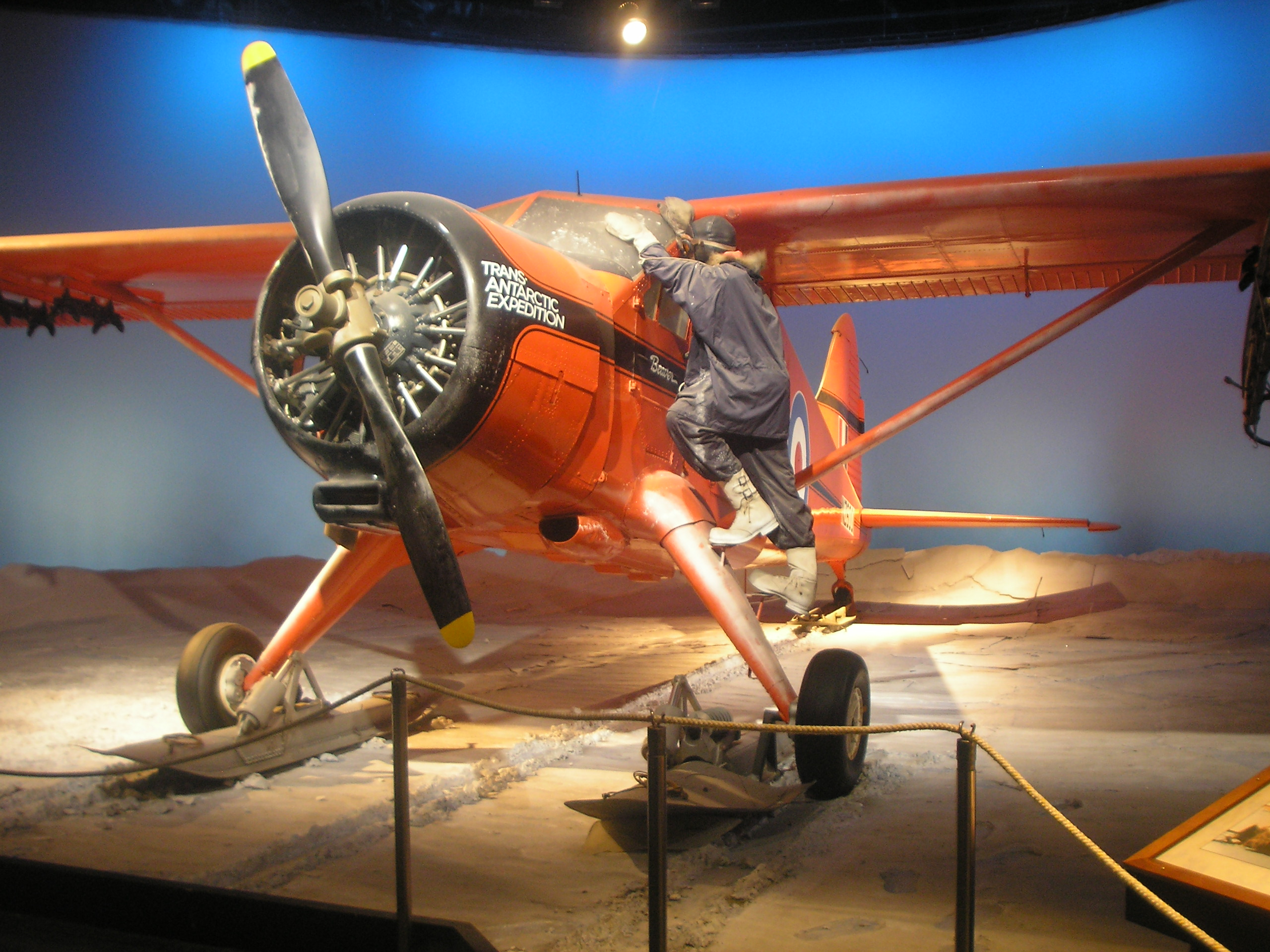
A Transz-Antarktisz expedíción részt vett DHC–2-es az Új-Zélandi Királyi Légierő múzeumában

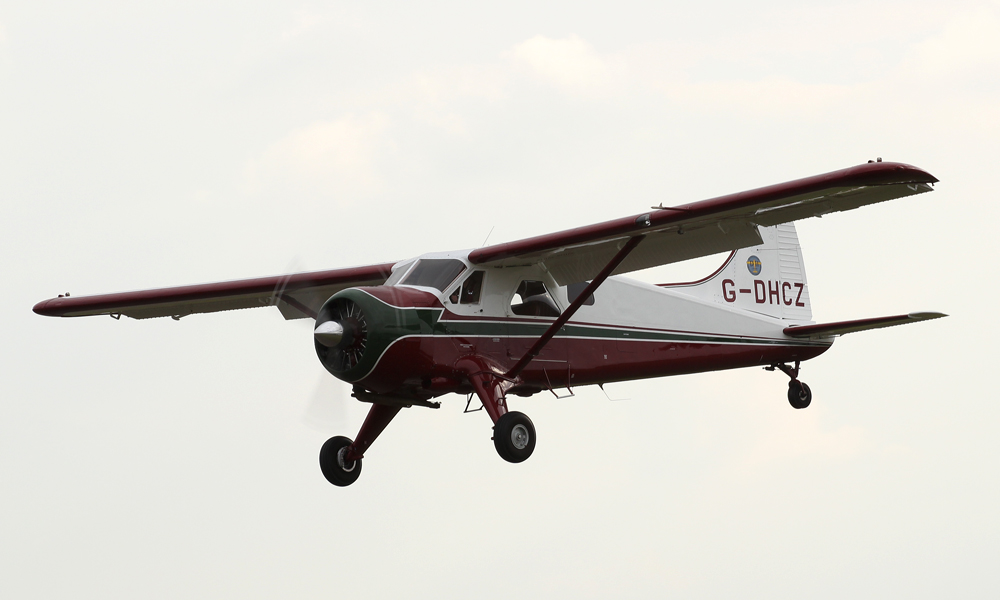
De Havilland Canada DHC-2 Beaver Mk1 G-DHCZ